# Пластмаса
Пластмасите  са голяма група материали, чийто основен компонент са синтетични или полусинтетични органични полимери и които остават твърди при стайна температура. Полимерите в пластмасата се състоят от големи молекули, образуващи линейни, разклонени и мрежовидни вериги, в които са обединени от няколко хиляди до милиони повтарящи се мономерни молекули.
Важно свойство на пластмасите е, че техните свойства, като дуктилност, твърдост, еластичност, якост на опън, топлинна и химическа устойчивост, варират в широки граници в зависимост от изходните материали, технологията на производство и включените в състава им добавки. Сравнително лесната им обработка дава възможност от тях да се произвеждат предмети с различна форма, както и тънки влакна или фолио. По тези причини пластмасите намират разнообразни приложения – като опаковъчен материал, текстил, топлоизолация, електроизолация, тръби, подови настилки, като компонент в бои, лепила и козметични продукти, в носещите конструкции на машини, в гумени изделия и много други.
Пластмасите се получават най-често чрез полимеризация или поликондензация на мономери или кополимери, а изходната суровина обикновено е нефт. Полусинтетичните полимери се получават чрез модифициране на естествени полимери, като целулозата, а биопластмасите – чрез ферментация на естествени въглехидрати.

## История

### Ранни приложения
Биополимерите, които се срещат в клетките на всички животни и растения, се използват от хората още от предисторически времена. Дървесината, основна съставна част на която е полимерът целулоза, се използва като гориво, за изработването на инструменти и като строителен материал. Животинските кожи, козина и вълна, използвани за приготвяне на облекло, също съдържат биополимери.
Първата същинска пластмаса, позната на хората, е брезовият катран, получаван чрез суха дестилация на кора от бреза и използван още през палеолита като лепило и за изработване на инструменти. На Арабския полуостров още в Древността басейни и канали се уплътняват с естествен асфалт, а естествени смоли, като гума арабика, се изнасят в Европа. В Източна Европа се добива фосилната смола кехлибар, използвана за изготвяне на върхове на стрели и украшения. През Средновековието се появява технология за преработка на животински рог в дуктилен материал, а около 1530 година фамилията Фугер вече има възможност да произвежда пластмасата галалит, използвайки рецепта на баварския бенедиктински монах Волфганг Зайдел.

### Първи открития
През 17 – 18 век европейски изследователи откриват в Малайзия и Бразилия дървесната смола латекс, която може да се преобразува лесно в еластичен материал – естествен каучук. В средата на 19 век производството на каучук бързо се развива, а през 1839 година американецът Чарлз Гудиър открива процеса на вулканизация, при който в нагрят каучук се добавя сяра, което подобрява неговата устойчивост и го превръща в гума. От новооткрития материал Гудиър произвежда първите гумени ръкавици. Около 1850 година той открива твърдата гума (ебонит), от която започва да произвежда бижута, писалки, клавиши за пиана, лули и части за телефони. Тази първа термореактивна пластмаса поставя началото на навлизането на пластмасите в ежедневието на хората.
През 1844 година англичанинът Фредерик Уолтън създава линолеума, произвеждан от ленено масло и използван за подови покрития, стенни облицовки и покривки за маси. Следващата широко използвана пластмаса е целулоидът, който е разработен в резултат на работата на няколко химици. През 1846 година германецът Кристиан Фридрих Шьонбайн получава нитроцелулоза чрез третиране на памук с азотна киселина. Във Франция Луи-Никола Менар разтваря нитроцелулозата в смес от етанол и етер, получавайки емулсията колодий, а по-късно англичанинът Александър Паркс използва спиртен разтвор на камфор, за да получи от колодия целулоиден разтвор. През 1869 година Джон Уесли Хаят получава твърд целулоид, а три години по-късно създава и първата машина за леене под налягане на пластмаса.
Малко по-късно в Англия е създадена технология за импрегниране на тъкани с целулозен нитрат, а в Съединените щати започват да използват шеллак. Макс Фремери и Йохан Урбан разтварят целулоза в тетрааминмеден(ІІ) сулфат и от получения разтвор, който наричат купро, произвеждат първите синтетични влакна.
На базата на откритата през 1872 година от германеца Адолф фон Байер поликондензация на фенол и формалдехид, през 1907 година белгийско-американският изобретател Лео Бакеланд създава технология за производство и обработка на фенолова смола. Нареченият на негово име бакелит става първата промишлено произвеждана синтетична термореактивна пластмаса. Поради много добрите си диелекрични свойства тя намира широко приложение във възникващата по това време електротехническа промишленост.
През 1885 година е създадена технология за производство на синтетичен галалит от казеин и разтвор на формалдехид. От този изкуствен рог се произвеждат разноцветни копчета, игли, корпуси на радиоапарати, кутии за цигари, играчки, дръжки за чадъри и други. През 1909 година германският химик Фриц Хофман патентова синтетичния каучук буна, а през 1912 година е произведена първата изцяло синтетична автомобилна гума.
Винилхлоридът е открит през 1839 година от французина Анри Виктор Реньо, а през 1909 година германецът Фриц Клате патентова технология за производство на пластмасата поливинилхлорид. Важна роля за налагането на този материал изиграва германската компания Коропласт.
Още през 1839 година германецът Е. Зимон описва полистирена. През 1909 година Х. Щобе подробно изследва полимеризацията на стирена, но полистиренът започва да се използва широко едва от края на 20-те години на 20 век. От 1901 година Ото Рьом изследва възможностите за производство на акрилова киселина и акрилови естери, но през 1928 година той открива технология за полимеризация на метилметакрилат и патентова полиметилметакрилата (плексиглас).

### Развитие на химията на полимерите
В края на 19 век, когато първите пластмаси започват да навлизат в по-широка употреба, все още се знае малко за структурата на полимерните материали. По измервания на налягането на парите и осмотични налягания се съди, че те са съставени от много големи молекули с голяма маса, но неправилно се смята, че структурата им е колоидна.
За основоположник на химията на полимерите се смята германецът Херман Щаудингер. През 1917 година той изнася лекция пред Швейцарското химическо дружество за „високомолекулни съединения“ от ковалентно свързани дълги молекулни вериги, а през 1920 година публикува своята статия „За полимеризацията“ („Über Polymerisation“), която става основополагаща за съвременната наука за полимерите. В средата на 20-те години тя е последвана от нови теории за структурата на пластмасите, които стават основа за съвременните разбирания за тази група материали. Изследванията на Щаудингер и изведените от него научни принципи стават основа за бързото развитие на химическата промишленост на пластмасите. За своята работа той получава Нобелова награда за химия през 1953 година.
През 1933 година британската компания Импириъл Кемикъл Индъстрис използва технология с висока температура и налягане, за да произведе първия полиетилен. Две десетилетия по-късно германецът Карл Циглер използва катализатори, за да полимеризира етилен до полиетилен при стайна температура. Произведеният при ниско налягане полиетилен се оказва топлоустойчив и механично издръжлив. Малко по-късно италианецът Джулио Ната открива катализатор за полимеризирането на пропилен до полипропилен. В средата на 50-те години започва масовото производство на синтетичен полиетилен и полипропилен. Днес тези два материала, наред с полистирена, са най-широко използваните пластмаси. През 1963 година Циглер и Ната получават Нобелова награда за химия.
През 1931 година американският химик Уолъс Хюм Каротърс от Дюпон процес за производство на полиамид от хексаметилендиамин и адипинова киселина, а през 1938 година новите синтетични влакна от найлон излизат на пазара. През 1937 година германецът Паул Шлак създава полиамид, базиран на капролактам, който става известен като капрон или найлон-6, и през 1939 година навлиза в масово производство. Опити за получаване на пластмаси от полиестери се правят още от средата на 19 век, но едва през 1941 година британската компания Калико Принтърс успява да започне производство на синтетични полиестерни влакна – от полиетилентерефталат.
През 1938 година Дюпон създават пластмасата политетрафлуороетилен (тефлон), която се отличава с добра устойчивост на повишена температура и химически въздействия, но разработването на технологията е затруднено и материалът започва да се произвежда масово едва през 1946 година. През 1939 година германецът Ото Байер открива полиуретана. През 1942 година германската компания ИГ „Фарбен“ създава технология за полимеризация на полиакрилонитрил, а американската „Ийстман Кодак“ – на метилцианакрилат. Силиконът, който е известен от началото на 20 век, започва да се произвежда ефективно по нова технология през 1944 година.
През втората половина на 20 век химията на полимерите се развива бързо, успоредно с рязкото нарастване на производството на пластмаси. С развитието на технологията на термопластите елементи в разнообразна форма започват да се произвеждат евтино от различни пластмаси, измествайки традиционните материали от промишленото серийно производство. Делът на термореактивните пластмаси бързо намалява и към 2000 година той е едва 15%. По това време годишното потребление на пластмаси на глава от населението е 92 kg в Западна Европа, 13 kg в Източна Европа, 130 kg в Северна Америка, 19 kg в Латинска Америка, 86 kg в Япония, 13 kg в Югоизточна Азия и 8 kg в Близкия изток и Африка.

## Класификация
Пластмасите най-често се класифицират според тяхното топлинно-механично поведение, но също и по начин на получаване, вид на полимеризацията и предназначение. Макар че невинаги е възможно строго разграничение между отделните видове пластмаси, тези класификации дават добра обща представа за техните свойства.

### По топлинно-механично поведение
Според тяхното топлинно-механично поведение пластмасите се разделят на термопласти, реактопласти и еластомери. Освен това съществуват и термопластични еластомери. Тази класификация се основава на технологичните свойства, като групите се разграничават въз основа на техните механични свойства и съотношението между работната температура (обикновено стайна температура) и техните температури на физически преход (температура на остъкляване и температура на топене). Термопластите и реактопластите са най-широко използваните пластмаси. Около 60% от еластомерите се използват за производството на автомобилни гуми, а останалите за други гумени продукти.

#### Термопласти
Термопластите, наричани също термопластични пластмаси, са съставени от дълги линейни молекули, които дават възможност за обратимото им нагряване. При нагряване тези материали омекват, стават пластични и накрая се разтопяват. Нагрятият материал може да се обработи до желаната форма, която се запазва след охлаждането си. За получаването на материал с нови свойства, термопластите могат да бъдат смесвани (блендирани).
Повечето съвременни пластмаси попадат в групата на термопластите – такива са полиетиленът, полипропиленът, полистиренът, полиестерът. Те се използват както за прости стоки за бита и опаковки, така и за различни компоненти в машиностроенето и електротехническата промишленост, а също и в строителството, за елементи като покривни покрития, дограма или тръбопроводи.
Термопластите се разделят на две подгрупи:
- полукристални термопласти, като полиоксиметилен, полиетилен, полипропилен, полиамид, полиетилентерефталат, полибутилентерефталат
- аморфни термопласти, като акрилонитрил-бутадиен-стирен, полиметилметакрилат, полистирен, поливинилхлорид, поликарбонат

#### Реактопласти
- Бакелит
- Текстолит
- Гетинакс

## Свойства

### Физични свойства
Пластмасите притежават ниска плътност (0,9 – 1,4 g/cm3), т.е. няколко пъти по-малка от тази на металите. Това им свойство, съчетано с голямата здравина на пластмасовите изделия, дава широки възможности за замяна на металите с пластмаса. Пластмасите притежават добри електроизолиращи свойства, водоустойчивост, голяма химическа устойчивост, а в някои случаи добра термоустойчивост. Полимерните композиции се отличават с голяма корозионна устойчивост.

### Химични свойства
Голяма част от пластмасите са химически устойчиви – не реагират на въздействие със соли, основи и киселини. Трудно гният, водо- и газонепропускливи са.
Пластмасите са високомолекулни въглеродосъдържащи вещества. Молекулите им се състоят от дълги въглеродни вериги, на които се дължат и техните полезни свойства. Самата дума пластмаса произлиза от латинската дума plasticus (податлив на моделиране) и гръцката plastikos (подходящ за оформяне). Може да се произвеждат различни видове пластмаси – твърди като камък, здрави като стомана, прозрачни като стъкло, светли, наподобяващи дърво, еластични като гума. Също така пластмасите са леки, водонепропускливи, устойчиви на химически агенти и може да се произвеждат във всички цветове. Известни са повече от 50 вида пластмаси, като същевременно се разработват и нови видове.
Също като металите, пластмасите се разделят на различни видове. Например, найлонът е вид пластмаса, която се поделя според различните си свойства, цена и вида на производствения ѝ процес. Пластмасите може да се смесват, образувайки сплави като металите. Това има за цел да се обединят желаните свойства на няколко вида пластмаса в един. Пластмасите могат лесно да се отливат във форми. Те са синтетични материали, които се добиват главно от изкопаемите горива.
Пластмасите са материали, получени на основата на природни и синтетични полимери, които при определени условия проявяват пластичност и могат да се изработват в изделия. В днешно време се произвеждат над 250 милиона тона пластмаса годишно. Пластмасите имат малка плътност, здравина, изолационни свойства, водоустойчивост, голяма химическа устойчивост, възможност за бързо и серийно производство на изделия чрез леене и щамповане. Недостатъците на пластмасата са ниската им термоустойчивост, малката им твърдост и склонността към бързо стареене.
Състава на пластмасите е от свързващо вещество – полимер. Към него се прибавят пълнители, пластификатори, стабилизатори, оцветители и др. Едни от първите пластмаси са получени от фенол и формалдехид. Получените от тях полимери носят името Фенолформалдехидни смоли. От тях се произвеждат три вида пластмаси – бакелит, лети фенопласти и слоести фенопласти. Фенолформалдехидните смоли са термореактивни полимери. Те се омрежават при висока температура и налягане.
Химически агенти като кислород, минерални и органични киселини, основи и соли не им действат. Това определя приоритетното им използване за защита на металните съоръжения от корозия.

## Технология

### Обработка
Най-често използваните методи са:
- Горещо пресоване – за детайли от термоактивни пластмаси. Извършва се в затворено пространство на пресформи под високо налягане и при повишена температура. Дозираният материал, съставен от термоактивна смола и прибавки, се поставя в пресформата. Тя се състои от основа, плътно затварящ кухината притискач и разположен на дъното избутвач. Материалът се пресова в кухината и едновременно с това се загрява от електрически нагревател. Температурата на пресформата се измерва от температурен сензор и се поддържа в определени граници от регулатора. След като се размекне термореактивната основа, за кратко време тя се полимеризира и се втвърдява. Притискачът се изтегля, а бутвачът избутва готовия детайл.
- Шприцоване – леене под налягане. Изходният материал е във вид на гранули или зърна, съдържащи необходими добавки. Насипва се в бункер, откъдето попада в цилиндричен канал с шнек. Шнекът се върти и пластмасата се нагнетява в зоната на тръбата, загрявана от електрически нагревател. Материалът се размеква, втечнява и изтича под налягане в съответната пресформа. Студените ѝ стени охлаждат термопластичния материал, той се втвърдява и след това се изважда във вид на готов детайл.

Видове пластмаси, според начина на обработка:
- Екструдирани
- Шприцовани
- Пресовани
- Термовакуумирани
- Лети

## Токсичност
Поради неразтворимостта им във вода и относителната им химическа инертност, чистите пластмаси обикновено имат ниска токсичност. Някои пластмасови продукти съдържат различни добавки, някои от които могат да бъдат токсични. Например, пластификатори като адипати (соли на адипинова киселина – Е355, когато е киселинен регулатор в храна) и фталати често се добавят към крехки пластмаси като поливинилхлорид, за да ги направят по-еластични и издръжливи за използването им в опаковки за храни, играчки и много други. Следи от тези съединения могат да се процедят от продукта. Поради загриженост за въздействието на тези филтрати, Европейският съюз ограничава употребата на DEHP (ди-2-етилхексил фталат) и други фталати в някои приложения. Някои от тези „процеждащи“ се съединения от полистериновите кутии/контейнери за храна, са били предложени за наблюдение по съмнение, че се намесват в хормоналните функции и са заподозрени за човешки канцерогени.
Докато готовите пластмаси може да са нетоксични, мономери използвани в производството на полимерите-родители, могат да бъдат токсични. В някои случаи, малки количества от тези химикали могат да останат в продукта, освен ако не е обработен по подходящ начин. Например, Международната агенция на Световната здравна организация за изследване на рака (IARC) е признала, че винилхлоридът, предшественик на PVC, е човешки канцероген.

### Рециклиране
В заводите за рециклиране събраната пластмаса се разделя, в съответствие със своя идентификационен код. Идентификационният код на пластмасовите бутилки е отбелязан върху самите тях, обикновено под знака за рециклиране.
Има само два вида пластмаси, при които рециклирането е икономически изгодно:
- Полиетилен терефталат (PET) с идентификационен код за рециклиране 1. От него се правят бутилки за еднократна употреба за минерална вода, мляко, безалкохолни напитки и други течности, предназначени за консумация.

- Полиетилен с висока плътност (HDPE) с идентификационен код за рециклиране 2. Тази пластмаса се използва основно в промишлеността, но за бита от нея се произвеждат опаковки за многократна употреба и капачките за бутилките от РЕТ.

След приемането им в завода за рециклиране, пластмасовите изделия се разделят по цветове и в зависимост от техния идентификационен код. След като се разделят, пластмасовите отпадъци се пресоват и балират. Тези бали се подават в инсталациите за рециклиране, където се измиват и смилат на малки парченца. След това парченцата пластмаса се изсушават и стопяват. Стопилката преминава през сито, от което се оформят гранули, готови за последващо използване за производство на нови пластмасови артикули.

## Въздействие върху околната среда
Пластмасата се разпилява. Често не се хвърля в кошове за смет, а дори и като се хвърли, вятърът може да отнесе продуктите от пластмаса, например найлонови торбички. Много животни поглъщат пластмасата, мислейки я за храна. Тъй като не се разгражда тя запълва постепенно храносмилателната система и води до смърт. Острови от пластмасови отпадъци плават свободно в океаните. Остатъците от пластмаса замърсяват и бреговите ивици.

## Приложение

### Масови пластмаси
Поради относително ниските цени на производство, лекота на производство, гъвкавост и водонепропускливост, пластмасите се използват в огромна и разширяваща се гама от продукти, от кламери до космически кораби. Те вече са изместили много традиционни материали, като дърво, камък, рог и кости, кожа, хартия, метал, стъкло, и керамика, в по-голямата част от техните бивши употреби.
- Полиестер (Polyester (PES) – Влакна, Текстилни изделия.

- Полиетилентерефталат (Polyethylene terephthalate (PET) – бутилки за газирани напитки, буркани за фъстъчено масло и течен шоколад, пластмасово фолио, опаковки за микровълнови печки.

- Полиетилен (Polyethylene (PE) – широк кръг от евтино производство и употреба, включително пликчета за магазините и пластмасови бутилки.

- Полиетилен с висока плътност (High-density polyethylene (HDPE) –бутилки за различни течни почистващи препарати, опаковки за мляко и специално оформени опаковки.

- Поливинилхлорид (Polyvinyl chloride (PVC) – Канализационни тръби и олуци, завеси за баня, дограми, подови настилки.

- Поливинилиденхлорид (Polyvinylidene chloride (PVDC) (Saran) – Опаковки за храни.

- Полиетилен с ниска плътност (Low-density polyethylene (LDPE) – Градинска мебел, облицовки, плочки за под, душ завеси, опаковки тип мида.

- Полипропилен (Polypropylene (PP) – Капачки за бутилки, сламки за пиене, кофички за кисело мляко, кухненски и други уреди, външни части за коли (брони), пластмасови системи за напорен тръбопровод.

- Полистирен (Polystyrene (PS) – опаковъчни пяна на топчета (фъстъци), контейнери (кутии) за храна, пластмасови артикули, стиропорени чашки за кафе/сок, пластмасови чинии, прибори, кутии за компакт дискове и касети.

- Полистирен с високо въздействие (High impact polystyrene (HIPS) – Уплътнители за пренос на хладилници/печки/перални, опаковки за храни, пластмасови чаши за кафе/сок

- Полиамид (Найлон) (Polyamides (PA) – Влакна, „космите“ на четките за зъби, корда за риболов, специални форми и части за двигатели.

- Акрилонитрил бутадиен стирен (Acrylonitrile butadiene styrene (ABS) – Панели за електронно оборудване (т.е. монитори за компютри, принтери, клавиатури), дренажни тръби.

- Поликарбонат (Polycarbonate (PC) – Компакт дискове, слънчеви очила, полицейски щитове, „бронирани“ стъкла, светофари, лещи.

- Поликарбонат / акрилонитрил бутадиен стирен (Polycarbonate/Acrylonitrile Butadiene Styrene (PC/ABS) – Комбинация от (PC) и (ABS), която създава по-здрава пластмаса. Използва се за направата на интериора на колите, както и някои екстериорни части и панели за мобилни телефони.

- Полиуретани (Polyurethanes (PU) – Пяна за омекотяване (уплътнение), термично изолационна пяна, различни покрития за повърхности (фолио), валяци на принтери (6-и или 7-и от най-често ползваните пластмасови материали, като например най-често използваната пластмаса за направата на коли).

### Специални пластмаси